# Adrenalin
Adrenalin (u SAD-u katkad poznat i kao epinefrin) je hormon kojeg luči srž nadbubrežne žlijezde u situacijama kada je nužno povećati srčani minutni volumen. To je i temeljni simpatikomimetik. Adrenalin je monoamini alkaloid, odnosno feniletilamin, specifično - katekolamin kao i dopamin i noradrenalin.
Formula adrenalina je: C9H13NO3.

## Djelovanje
Adrenalin je zaslužan za karakterističan "fright-fight-flight" učinak nakon pretrpljenog emocionalnog stresa. On priprema organizam za stanja kada treba hitno reagirati, boriti se ili pobjeći zbog opasnosti, a također povećava snagu i stanje budnosti. 
Naime, pod utjecajem adrenalina dolazi do stimulacije svih adrenergičkih receptora što uzrokuje pozitivno inotropni učinak na srce, povećava se brzina rada srca, pojačava kontraktilnost srca, krvni tlak, protok krvi u bubrezima. U isto vrijeme smanjuje se optok krvi u probavnim organima, a povećava se cirkulacija u skeletalnim mišićima i srcu. bronhi se šire i ubrzava se frekvencija disanja što povećava koncentraciju kisika u krvi. Osim toga, iz jetara se oslobađa povećana količina glukoze koja postaje dostupna za pretvaranje u energiju u mišićima. Sve su to prirodni učinci koji osposobljavaju jedinku za blisku borbu ili bijeg od opasnosti. 
Ovaj mehanizam razvijen je tijekom evolucije kako bi se jedinka sačuvala od opasnosti.

## Primjena
Adrenalin kao lijek, primjenjuje se u slučaju anafilaktičkog šoka, najčešće duboko intramuskularno ili, u slučaju srčanog zastoja, intravenozno. Doziranje i način primjena ovise o stanju koje se nastoji izliječiti i masi pacijenta.

## Nuspojave
Danas se adrenalin u slučajevima kardiogenog šoka uglavnom ne upotrebljava jer može izazvati opasne aritmije. Dok nije bilo drugih sredstava, adrenalin je bio važan srčani stimulator za izvlačenje pacijenata iz šoka.